# 1-й провулок Чехова (Житомир)
1-й провулок Че́хова — провулок в Богунському районі міста Житомира. Назва на честь письменника Чехова Антона Павловича.    

## Характеристики
Розташований у північно-західній частині міста, в історичній місцевості Рудня; місцевість, де розташований провулок має також неформальну назву Болото. Бере початок з вулиці Чехова, прямує на захід та завершується тупиком.    
У трубопроводах паралельно провулку протікає річка Коденка.    
Громадський транспорт по провулку не курсує. Найближча зупинка громадського транспорту (маршрутного таксі) по вулиці Короленка — на відстані до 300 м.    
Забудова провулку садибна житлова, що формувалася після Другої світової війни.      

## Історія
У давнину за місцерозташуванням провулка, на болотистих берегах річки Коденки, видобували болотну руду, з якої виробляли залізо. Промисел мав назву «рудні», поселення, що утворилося — Рудня.
До 1950-х років місцевість, де розташований провулок, була переважно вільною від забудови. Територію заболоченої низини Коденки займали сади й городи на північ від існуючих садиб по Руднянській вулиці (нині Короленка).
Провулок виник у 1930-х роках і отримав назву Дубенський провулок, оскільки брав початок з Дубенської вулиці (нині Чехова).     
У 1955 році провулок отримав нинішню назву.       